# Нимроз
Нимроз, познат и као Нимруз је једна од 34 провинције Авганистана. Налази се на југозападу је земље. Главни град је Заранџ.